# Театральна вулиця (Херсон)
Театральна вулиця  — вулиця, розташована в Центральному та Корабельному районах Херсона. Сполучає проспект Незалежності та вулицю Грецькою. Прилучаються вулиці Гоголя, Михайла Грушевського, Рішельєвська, Торгова, Ратушна, Гетьмана Сагайдачного, Шолом-Алейхема, Поштова, Католицька та Успенський провулок.
Вулиця вперше з'явилася на проєкті Грецького передмістя 1785 року. Під назвою «Вітовська» вперше згадується на плані 1855 року. Названа на честь коменданта Херсонської фортеці Йосипа де-Вітта, який служив тут у 1788–1794 роках. Його дружиною була відома красуня-гречанка Софія, згодом Потоцька. У 1927 році Вітовська перейменована на вулицю Театральну, а пізніше на вулицю Горького.
Довжина вулиці становить 1495 м.

## Опис
У буд. № 1, позначеному меморіальною таблицею, у 1891 році в родині вчителя-словесника народився російський та радянський письменник Борис Андрійович Лавреньов. У Херсоні він провів дитячі та юнацькі роки, тут написав свій перший твір — поему «Люцифер». Нині цей будинок є пам'яткою архітектури (охоронний номер 12218), в ньому відкрито музей «Літературна Херсонщина». Тут розташовані: експозиція літературного відділу, музей-квартира Бориса Лавреньова, виставковий зал, концертний зал «Блакитна вітальня».
У буд. № 5, з 1906 року розміщується експозиція природно-історичного музею (у теперішній час — природознавчий відділ Херсонського обласного краєзнавчого музею), заснованого у 1899 році ентомологом і дослідником рослинності Пачоським Й. К.
Через дорогу, в буд. № 8 напередодні німецько-радянської війни містився гуртожиток курсантів авіашколи ТСОВ АВІАХІМу. У роки війни будинок був спалений німцями, але згодом відбудований. У теперішній час на місці гуртожитку розташована будівля банку.
На перехресті вул. Театральної та вул. Потьомкінська розташований Будинок Вітвицького (буд. № 14), збудований в кінці XIX століття. Будинок належав херсонському городовому лікарю Роману Матвійовичу Вітвицькому. На початку XX століття тут розмістилося Херсонське чоловіче комерційне училище.
Одразу за сквером Михайла Грушевського та вул. Михайла Грушевського, розташований Херсонський обласний академічний музично-драматичний театр імені Миколи Куліша. У 1889 році на цьому місці був збудований міський театр за проектом архітектора В. О. Домбровського. Перший театральний сезон розпочався виставами трупи Лельова-Вутетича. Тут неодноразово виступали знамениті українські трупи Саксаганського П. К. (1891 р.), Кропивницького М. Л. (1895 р.), Садовського М. К. і Саксаганського А. К. (1903 р.), трупа «Товариство нової драми», створена Мейєрхольдом В. Е. і Кошеверовим А. С. (1902 р.), італійська трупа з Т. Сальвіні та ін.

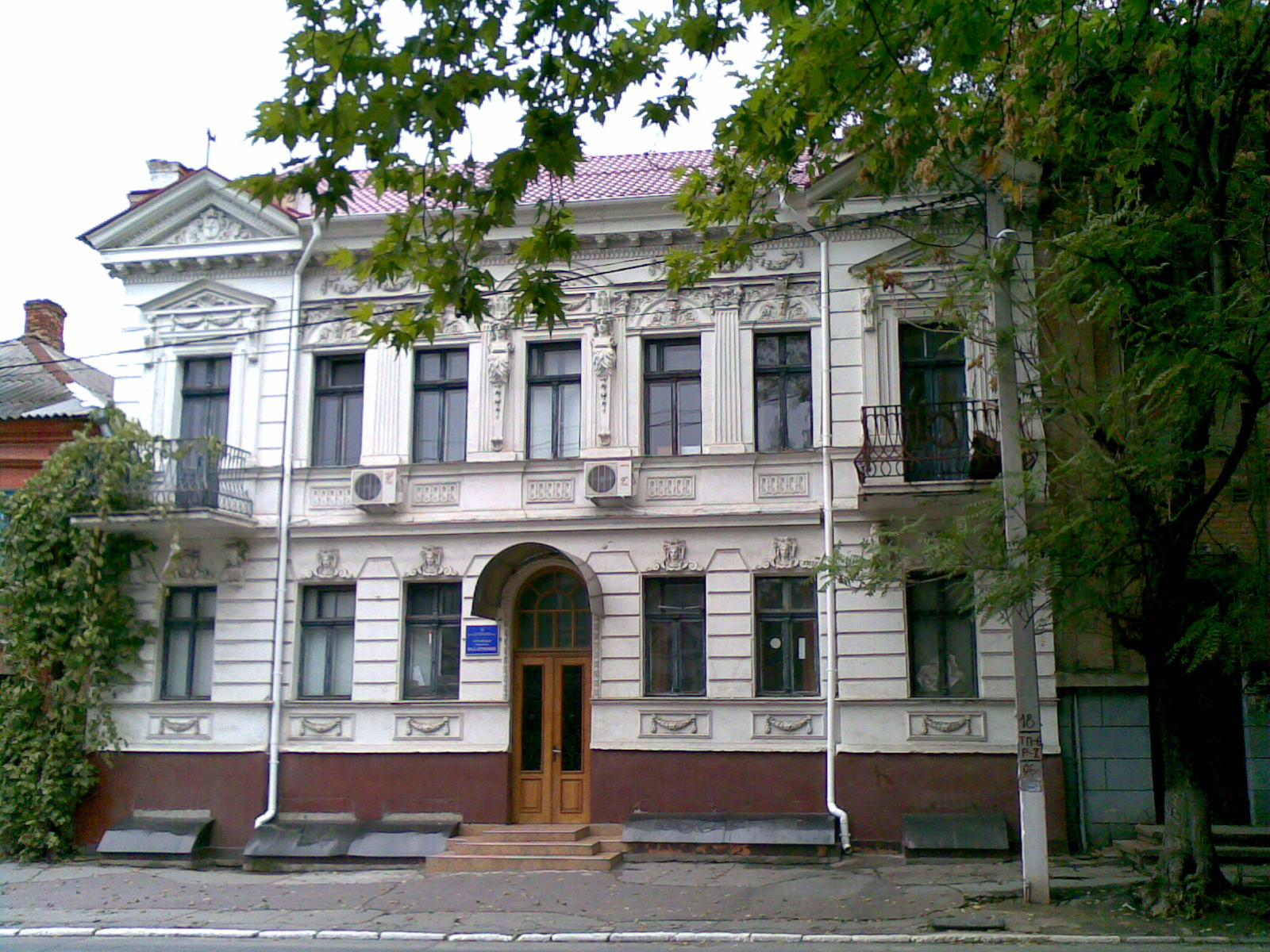
Херсонська обласна філармонія
(вул. Театральна, 17)

Після втечі німців з міста у березні 1944 року, на подив жителів, театр виявився неушкодженим. Однак на наступний день спрацювала закладена гітлерівцями міна та будівлю було зруйновано. На тому ж місці почалося спорудження нового. У жовтні 1962 року театр відчинив двері глядачам. У складі сучасного театрального колективу, утвореного у 1936 році, народний артист УРСР Леонід Литвиненко і 12 заслужених артистів УРСР.
Вулиця Театральна — осередок культурного життя міста. У міжвоєнний період в буд. № 17 містився «Малий театр», а з 1944 року тут міститься Херсонська обласна філармонія, де були створені камерний оркестр «Гілея», молодіжний вокально-хореографічний ансамбль «Веснянка»; тут почався творчий шлях співака Юрія Богатикова. У цьому будинку 1915 року був приватний кінотеатр «Ампір», де 3 листопада 1917 — після Жовтневого перевороту відбулося об'єднане засідання Херсонського Ради, представників профспілкових організацій та місцевого гарнізону, на якому виступив делегат II Всеросійського з'їзду Рад Мар'янов А. С., який розповів про роботу з'їзду та Петроградське збройне повстання. У 1924 році кінотеатр носить назву «Комінтерн»; у 1929 році він був частково перебудований, а через три роки тут вперше в місті почали демонструватися звукові кінофільми. У 1997 році в приміщенні кінотеатру сталася пожежа, в результаті якої він був зруйнований.

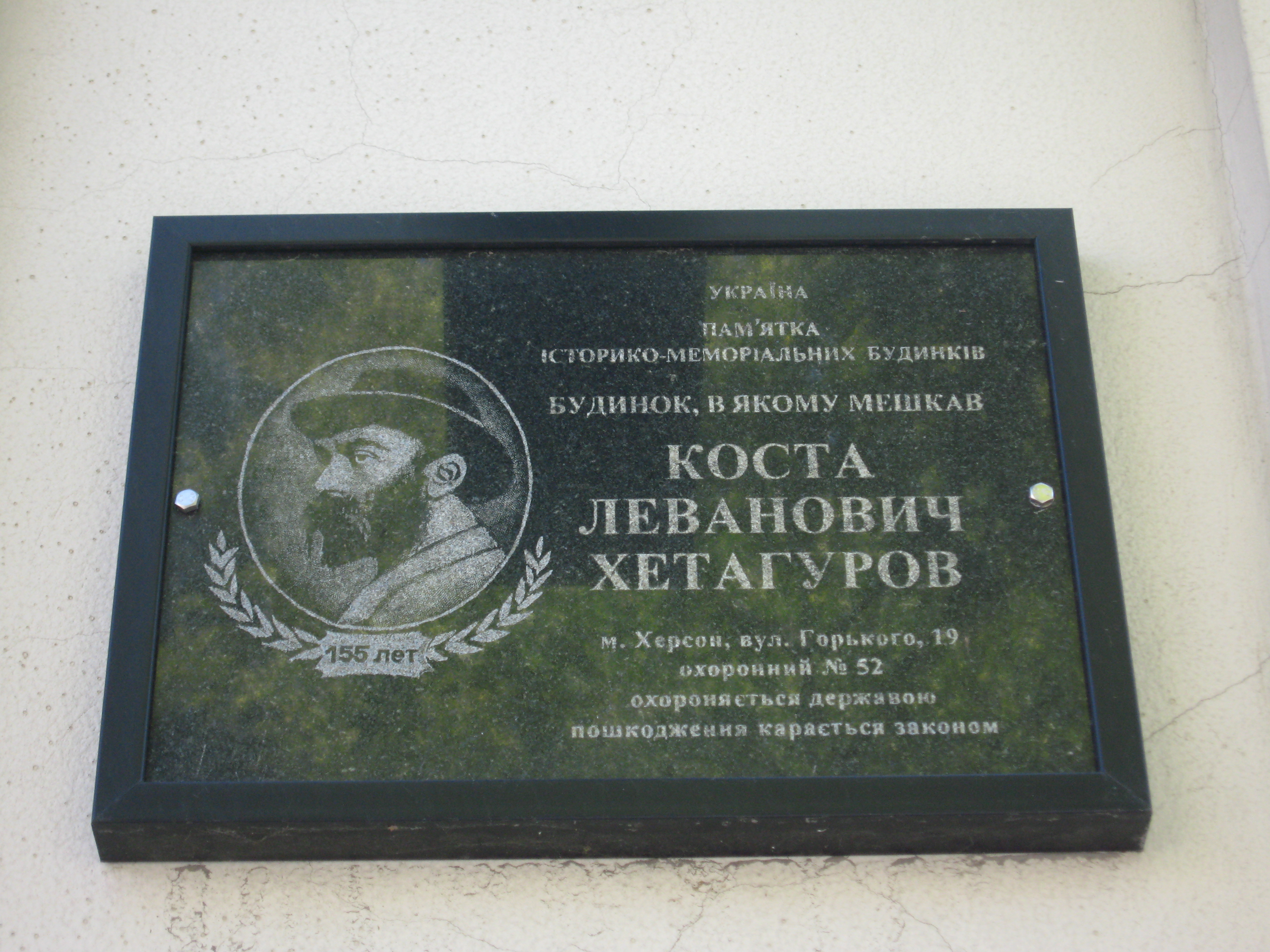
Меморіальна таблиця на житловому будинку, в якому мешкав Коста Хетагуров, вул. Театральна (Горького), 19

З вересня 1899 по березень 1900 року, перебуваючи в адміністративному засланні, в буд. № 19 мешкав осетинський поет Коста Хетагуров. Меморіальна таблиця встановлена тут у 1939 році. На цій же вулиці, в буд. № 70, К. Хетагуров знайшов роботу як художник іконописної майстерні.
У 1895 році у південній стороні колишньої вул. Вітовської (№ 21) побудована синагога «Хабад», на місці більш старішої, зараз це буд. № 27. Під час окупації німцями будівля була спалена, відновлена у 1947 році, переобладнана у 1952 році під гуртожиток, а згодом — під витверезник. Наприкінці 1980-х років було повернуто єврейській громаді, восени 1990 року синагога відновила свою діяльність. Наразі це єдина діюча синагога міста.

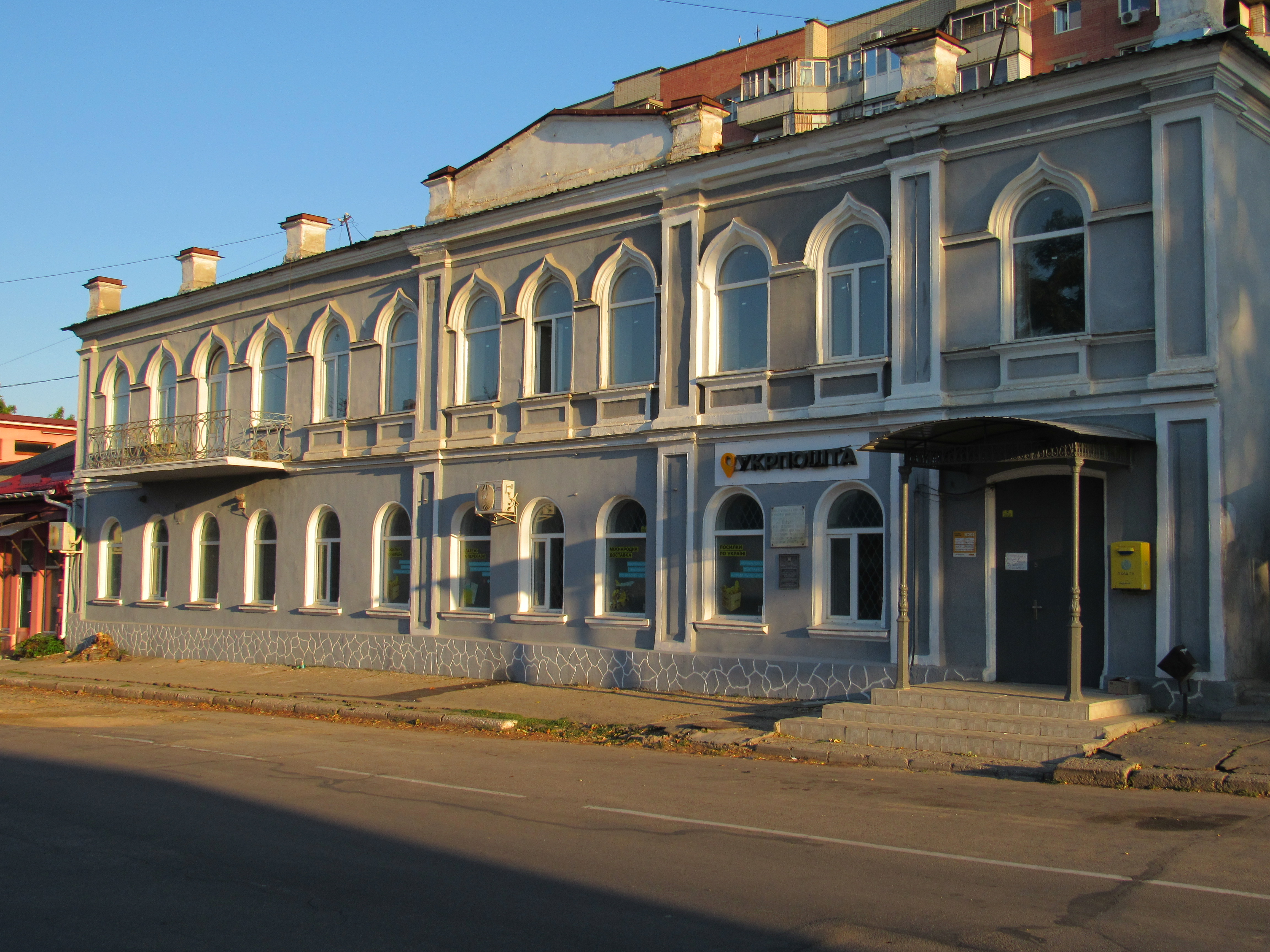
Театральна, 54. Будівля колишньої поштово-телеграфної контори

У першій половині XIX століття в буд. № 54 розміщувалася поштова контора. Після введення в дію херсонського телеграфу (1862) контора стала називатися поштово-телеграфною. Наприкінці 1902 року на йому самому місці за проектом і під керівництвом одеського інженера-електрика. Бухгейма Е. О. була побудована перша в Україні громадська радіотелеграфна станція, яка зв'язала Херсон з Голою Пристанню, однак через несумісність апаратів різних систем на початку 1907 року радіостанцію демонтували. До 1973 року тут знаходився головпоштамт. Зараз ця будівля займає відділення поштового зв'язку № 25 та ощадна каса.

## Визначні будівлі

### Біоскоп та ілюзіон Зайлера

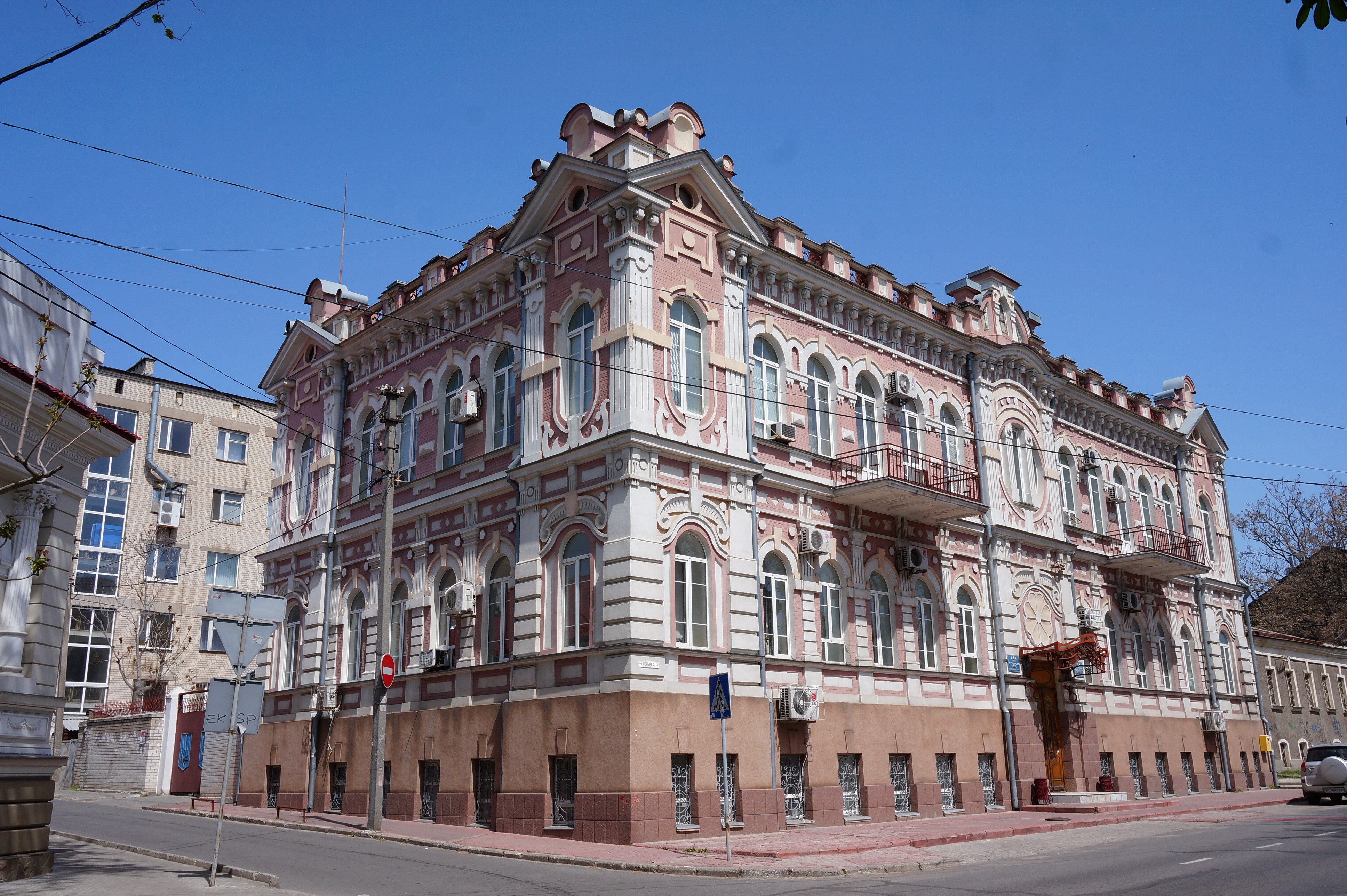

Електричний Біоскоп та ілюзіон Зайлера відкрився на початку XX століття, як прообраз сучасного кіно, що мав декілька назв: кінетограф, кінематограф, сінетограф, «жива фотографія». Це стало можливим завдяки приладу, винайденому Едісоном. Поєднавши кінетоскоп з фонографом, Едісон отримав на екрані не тільки рухомі фігури, але з'єднував ці рухи зі співом, розмовою і музикою. Ось таке кіно херсонці мали можливість дивитися, відвідуючи Біоскоп і ілюзіон Зайлера.
У такому вигляді, як зображено на поштовій картці, ілюзіон залишався недовго. До 1914 року на його місці було збудовано нову двоповерхову будівлю з цокольним поверхом. Однак і вона не була повністю пристосованою під кінотеатр. Глядацька зала була заввишки близько 3-х метрів, без достатньої вентиляції, і для очищення повітря під час сеансів використовувалися вуглепоглиначі.
Після революції 1917 року будинок націоналізували і в ньому розмістився кінотеатр «Спартак». Залу було розширено — вона зайняла два поверхи. У 1930-х роках кінотеатр був перенесений на тодішню вулицю Суворова, в колишню Ново-Миколаївську синагогу, а в будівлі ілюзіону розміщувалися установи МВС. У 1948 році в будівлі було Обласне управління міліції.
Тепер будівлю займає Обласний господарський суд (вул. Театральна, 18).